# Piranha 3DD
A Piranha 3DD (eredeti cím: Piranha 3DD) 2012-ben bemutatott amerikai horror-vígjáték, a 2010-es Piranha 3D című film folytatása. 
John Gulager rendezte Marcus Dunstan és Patrick Melton forgatókönyve alapján. A főszereplők Danielle Panabaker, Matt Bush, David Koechner, Chris Zylka, Katrina Bowden, Gary Busey, Christopher Lloyd és David Hasselhoff. 
Az Egyesült Királyságban 2012. május 11-én jelent meg a film, Magyarországon a Fórum Hungary mutatta be június 14-én. A film világszerte 8,5 millió dolláros bevételt termelt, kritikai fogadtatása negatív volt.

## Cselekmény
Hamarosan megnyit a strand, amelyet a minden hájjal megkent Chet vezet. Mindent meg is tesz, hogy a strand népszerű és nyereséges legyen. A megnyitóra meghívja David Hasselhoff-ot, hogy ő legyen a vízimentő. De a háttérben baljós előjelek sora tűnik fel, amelyekkel Chet nem foglalkozik. És ez nagy hiba, mert piráják tűnnek fel a medencékben, és már túl késő bármit is tenni, a lakoma elkezdődik.

## Szereplők
| Színész            | Szerep                 | Magyar hang        |
| ------------------ | ---------------------- | ------------------ |
| Danielle Panabaker | Maddy                  | Bogdányi Titanilla |
| Matt Bush          | Barry                  | Molnár Levente     |
| David Koechner     | Chet                   | Kerekes József     |
| Chris Zylka        | Kyle                   | Czető Roland       |
| Katrina Bowden     | Shelby                 | Czető Zsanett      |
| Gary Busey         | Clayton                |                    |
| Christopher Lloyd  | Mr. Goodman            | Reviczky Gábor     |
| David Hasselhoff   | Önmaga                 | Forgács Péter      |
| Adrian Martinez    | Nagy Dave              |                    |
| Paul Scheer        | Andrew                 |                    |
| Jean-Luc Bilodeau  | Josh                   |                    |
| Meagan Tandy       | Ashley                 |                    |
| Paul James Jordan  | Travis                 |                    |
| Ving Rhames        | Fallon seriffhelyettes | Faragó András      |

## Fordítás
- Ez a szócikk részben vagy egészben  a   Piranha 3DD című angol Wikipédia-szócikk fordításán alapul.  Az eredeti cikk szerkesztőit annak laptörténete sorolja fel. Ez a jelzés csupán a megfogalmazás eredetét és a szerzői jogokat jelzi, nem szolgál a cikkben szereplő információk forrásmegjelöléseként.